# НХА сезон 1911—1912
НХА у сезоні 1911—1912 — 3-й регулярний чемпіонат НХА. Сезон стартував 25 грудня 1911. Закінчився 5 березня 1912. Переможцем Кубку Стенлі став клуб «Квебек Бульдогс» (перша перемога).

## Підсумкова таблиця
| Команда            | І  | В  | П  | Н | ШЗ | ШП | Очки |
| ------------------ | -- | -- | -- | - | -- | -- | ---- |
| Квебек Бульдогс    | 18 | 10 | 8  | 0 | 81 | 79 | 20   |
| Оттава Сенаторс    | 18 | 9  | 9  | 0 | 99 | 93 | 18   |
| Монреаль Вондерерс | 18 | 9  | 9  | 0 | 95 | 96 | 18   |
| Монреаль Канадієнс | 18 | 8  | 10 | 0 | 59 | 66 | 16   |

## Фінал Кубка Стенлі
| 11 березня, 1912                    | Монктон | 3–9 | Квебек Бульдогс |
| 13 березня, 1912                    | Монктон | 0–8 | Квебек Бульдогс |
| Квебек Бульдогс переміг у серії 2:0 |         |     |                 |